# Literature.de
literature.de ist ein Internet-Portal, das sich auf Informationen aus und über den Literaturbetrieb spezialisiert hat. Nach Angaben der Betreiber zählt es mit über 500.000 Besuchern im Monat zu den reichweitenstärksten Literaturplattformen des deutschsprachigen Internets. Kernstück der Seiten ist eine Datenbank mit mehr als 10.000 Rezensionen. Daneben findet man u. a. Autorenporträts, Neuigkeiten aus der Buch- und Medienwelt, ein Literaturforum, Schreibwettbewerbe oder einen PR-Service für Autoren.

## Geschichte
Gründer von und Kopf hinter literature.de ist Sven Trautwein. Er begann 1998, noch als Student, zunächst mit einem reinen Textforum, in dem er die Kurzgeschichten von jungen Autoren im Internet und später auch in der inzwischen sechsbändigen Buchreihe Netzgeschichten veröffentlichte. Mittlerweile betreibt Trautwein das Portal hauptberuflich zusammen mit drei festen und etwa 30 freien Redakteuren.

## Inhalte
Der Schwerpunkt von literature.de liegt auf der Rezensionsdatenbank. Um etwa hundert Rezensionen wächst diese Sammlung im Monat, abgedeckt werden Sparten wie Krimi, Roman, Sachbuch oder Kinderbuch. Ebenso werden Hörbücher besprochen oder Filme, denen ein literarisches Werk zugrunde liegt. Bücher, die ein Rezensent für besonders empfehlenswert hält, bekommen das Prädikat „Lesetipp“ ein ganz herausragendes Werk wird zum „Buch des Monats“ gekürt. Besonders schlechte Werke erhalten den Stempel „Verriss des Monats“. Ergänzt werden die Besprechungen oft mit Lese- oder Hörproben.
Neben den Buchbesprechungen gibt es bei literature.de eine Datenbank mit Autorenporträts. Dort werden die Autoren vorgestellt, deren Werke auf den Seiten besprochen wurden. Inzwischen findet man dort über 1300 Autoren in kürzeren oder ausführlicheren Darstellungen.
Im Magazinbereich findet der Leser Hintergrundberichte und Informationen aus der Bücherwelt. Neben einer regelmäßigen Kolumne gibt es dort Kulturnews, ausführliche Vorstellungen junger Autoren und Interviews.
Täglich aktuelle Neuigkeiten aus der Buch- und Medienbranche kann man im seiteneigenen Weblog blaetterrauschen.de lesen.
Im seiteneigenen Forum können Leser über Literatur diskutieren und ihre eigenen Geschichten veröffentlichen. In verschiedenen Rubriken werden Erfahrungen und Ratschläge zum Schreiben und Veröffentlichen ausgetauscht. Zusätzliche Angebote bilden Schreibwettbewerbe, eine kleine Schreibwerkstatt sowie eine Sammlung von Tipps und Hilfestellungen. Leser können zudem im Forum ihre eigenen Buchrezensionen veröffentlichen.
Darüber hinaus bietet literature.de einen Newsletter, ein Branchenbuch für Berufe aus der Buchwelt, ein Verlagsverzeichnis, einen eigenen Shop, ein Browser-Plugin zur Literatursuche.